# ACS-Zitierweise
Die ACS-Zitierweise (oder auch ACS-Stil) ist eine von der American Chemical Society entwickelte Zitierweise, die vorwiegend in der Chemischen Literatur zur Anwendung kommt.
Die Zitierweise ist international ausgerichtet und beinhaltet keine landestypischen Zusätze.
Vorlageform
- Nachname, Initialen; Nachname, Initialen Zeitschrift Jahr, Band, Seiten (von–bis).

Beispiel eines Zeitschriftenzitats
- Deno, N. C.; Richey, H. G.; Liu, J. S.; Lincoln, D. N.; Turner, J. O. J. Am. Chem. Soc. 1965, 87, 4533–4538.